# Зав'ялова Дарія Анатоліївна
Дарія Анатоліївна Зав'ялова (нар. 3 листопада 1959, Львів) — український театральний художник. Заслужений художник України (2019).

## Життєпис
Закінчила у 1983 р. Львівську академію мистецтв, кафедра художнього текстилю.
У 1983—1986 рр. — викладач спецдисциплін у Вижницькому училищі прикладного мистецтва (Чернівецька область).
1990—1992 — художник-постановник Львівського молодіжного театру (тепер — Академічний театр ім. Л.Курбаса).
Від 1995 р. — художник-постановник, а від 2003 р. — головний художник Першого українського театру для дітей та юнацтва.
З 2000 року — член Національної Спілки художників України.

## Театральна діяльність
Як художник з костюмів та сценограф Дарія Зав'ялова постійно працює для українських театрів від 1990 року. За цей період створила театральні костюми та сценографію ,більш як до 70 вистав, постановки яких відбулись у львівському театрі ім. Леся Курбаса, Творчому об'єднанні «Театр у кошику», Першому українському театрі для дітей та юнацтва, Тернопільському академічному театрі ім. Т. Шевченка, Дніпропетровському драматичному театрі ім. Т. Шевченка, Львівському обласному театрі ім. Ю. Дрогобича, Волинському академічному муздрамтеатру ім. Т. Шевченка.
Серед театральних костюмів Дарії Зав'ялової, які мали гучний успіх у глядача, зібрали найбільше схвальних відгуків преси та театральних оглядачів і були відзначені на професійних підсумкових конкурсах та фестивалях — її роботи для вистав «Юда» за п'єсою С. Черкасенка на сцені Першого українського театру для дітей та юнацтва (режисер П. Ластівка), «Марія Тюдор» В. Гюго на сцені тернопільського драмтеатру (режисер П. Ластівка), «Северин Наливайко» С. Черкасенка (режисер П.Ластівка) на сцені Волинського обласного театру, «Мауглі», «Дюймовочка», "Олівер Твіст", "Зоряний хлопчик" на сцені Першого українського театру для дітей та юнацтва (режисер Р. Валько), «Ромео і Джульєтта», (режисер В. Жила), «Отелло» В. Шекспіра, «Не судилось» та «Безталанні» Карпенка-Карого (режисер В. Жила) на сцені тернопільського театру та «За двома зайцями» М. Старицького (режисер В. Жила), «Золотий човник» (режисер О. Кравчук), «Русалонька», «Гобіт», «Піноккіо», «Скляний звіринець», "Лялька Реґґеді Енн" (режисер Ю.Мисак), "Ромео і Джульєтта" (режисер Вадим Сікорський), "Аліса" (режисер Ірина Ципіна) на сцені Першого українського театру для дітей та юнацтва, "Директор театру / Ключ на бруківці" (оперета) у Львівській Національній опері. 
Всі роботи Дарії Зав'ялової відзначаються не тільки високим професіоналізмом, але й глибоким розумінням становчих критеріїв створення театрального костюму як одного зі складових колективної творчості. Окрім того, всі створені Зав'яловою костюми завжди мають логічне інтелектуальне, історичне, естетичне підґрунтя, яким мисткиня підсилює творчий задум режисера.
Протягом останніх років успішно працює і як сценограф. Її роботи для постановок як у альтернативних, пошуково-експериментальних, так і класичних театрах,  як для дитячих, так і для оперних вистав, продемонстрували широту творчого діапазону, яка за час роботи для театру стала одним з найкращих сучасних українських художників театрального костюму та сценографів.

## Виставкова діяльність
Виставкову діяльність  провадить з 1986 року, брала участь у більше 100 виставках в Україні, Латвії, Польщі.
Від 1986 року бере постійно участь у виставках кафедри художнього текстилю ЛНАМ, секції художнього текстилю львівського відділення Національної Спілки художників України, в тому числі у бієнале «Львівський гобелен» і бієнале «Текстильний шал».
У 1989-1990 році — учасник виставок «Гобелен малих форм» у Львові та Києві, у 1989 році — учасник міжнародного симпозіуму та виставки художнього текстилю в Юрмалі, у 1998 році — учасник міжнародної виставки «Мінітекстиль» у КМЦ «Дзига» (Львів).
Персональні виставки:
- 1992 — персональна виставка художнього текстилю в Національному музеї у Львові спільно з Н. Лапчик та Н. Шимін.
- 2002 — проект «Нівідкіль з любов'ю» в КМЦ «Дзига» (Львів) спільно з А. Курило (художнє скло).
- 2005 — проект «Ex ponto» — текстиль і театральний ескіз в муніципальній галереї м. Харків.
- 2009 — проект «Deus conservat omnia» (гобелени і живопис) в галереї Primus, Львів.
- 2014 — Львівський Палац Мистецтв, проект «Міський нотатник» (живопис)
- 2015 — Галерея «Зелена канапа» «Шовк і льон»(разом з О. Зотовою) текстиль, авторська лялька
- 2019 — Галерея сценографії «Сценографи Першого театру» (разом з М. Савицьким і Б. Поліщуком). театральні ескізи.
- 2019 — Кав`ярня-галерея «Штука» «Забуті вілли» пастелі.
- 2019 — проект "Місто і сад" у галереї "Зелена канапа" (Львів). Графіка, текстиль і вишивка.
- 2020 — проект "Дім Джульєтти" (живопис) у кав'ярні "Мазурек" (Львів), присвячений будинку "Під орлами" на вул. Генерала Чупринки

Творчий стиль Дарії Зав'ялової — синтез класичного гобелену із батіком та аплікацією. Дарія активно експериментує із пластичною мовою, збагачуючи арсенал художнього текстилю досвідом живопису, графіки, театрального костюму, сценографії, перформансу.
Гобелени — «Автопортрет із крилом», «Передчуття польоту», «Театральні персонажі» (усі — 1988), «Ангел піску» (1991), «Баттерфляй» (1992), «Благовіщення», диптих (1992), «Постскриптум» (2001), «Натюрморт — епістола» (2003), «Побачення в Камелоті» (2004), Текстильний цикл (6 робіт) «Нівідкіль з любов'ю» (2002), текстильні мініатюри «Невідіслані листи в Амхерст» (1998) та «Чайна церемонія» (2000).
Живопис — цикл картин «Deus conservat omnia» (2007—2009 рр.)
Брала участь в багатьох мистецьких проектах: фестивалі арт-моди «Зірки Галичини» 1996, фестивалі Ляльковий світ , ярн-бомбінг- арті «Прапори Європи» до ЄВРО 2012, Квадрієналлє сценографії. Прев`ю 2018 в програмі «Театральний фешн».